# مارشال غرين
مارشال غرين (بالإنجليزية: Marshall Green) هو دبلوماسي أمريكي، ولد في 27 يناير 1916 في هوليوك في الولايات المتحدة، وتوفي في 6 يونيو 1998.